# Phare d'Hörnum
Le phare d'Hörnum (en allemand : Leuchtturm Hörnum) est un phare actif situé sur l'île de Sylt à Hörnum (Arrondissement de Frise-du-Nord - Schleswig-Holstein), en Allemagne.
Il est géré par la WSV de Tönning .

## Histoire
Le phare  a été mis en service le 8 août 1907 au sud de l'île de Sylt sur une haute dune de 16 m. C'est un phare préfabriquée en fonte issue d'une production en série de l'usine Isselburger Hütte d'Isselburg en Rhénanie-du-Nord-Westphalie, comme le phare de Westerheversand et le phare de Pellworm. Jusqu'en 1930 le phare a aussi servi d'école locale avec des classes dans les étages.
Il sert de phare de guidage sur la pointe sud de l'île. Il est automatisé depuis 1977. Le phare est visitable durant l'été.

## Description
Le phare  est une tour cylindrique en fonte de 34 m de haut, avec une double galerie et une lanterne, montée sur une base. La tour est peinte en rouge avec une bande blanche centrale et la lanterne est noire. Il émet, à une hauteur focale de 48 m, deux brefs éclats blancs de 0.4 secondes par période de 9 secondes. Sa portée est de 19 milles nautiques (environ 35 km).
Identifiant : ARLHS : FED-118 ; 3-06080 - Amirauté : B1735 - NGA : 10676.

## Caractéristiques dufeu maritime
Fréquence : 9 secondes (W-W)
- Lumière : 0.4 seconde
- Obscurité : 2.6 secondes
- Lumière : 0.4 seconde
- Obscurité : 5.6 secondes

|             |
| Île de Sylt |

|          |
| Le phare |

|             |
| La lanterne |

### Lien connexe
- Liste des phares en Allemagne